# ناوشکن کلاس اس (۱۹۱۶)
ناوشکن کلاس اس (۱۹۱۶) (به انگلیسی: S-class destroyer (1916)) یک کلاس از کشتی است که طول آن ۲۷۶ فوت (۸۴ متر) می‌باشد.